# Obe (huyện)
Obe là một huyện thuộc tỉnh Herat, Afghanistan. Dân số thời điểm năm 1999 là 50,391 người.